# Beecher Falls
Beecher Falls es un lugar designado por el censo ubicado en el condado de Essex en el estado estadounidense de Vermont. En el año 2010 tenía una población de 177 habitantes.

## Geografía
Beecher Falls se encuentra ubicado en las coordenadas 45°0′33.24″N 71°30′24.91″O / 45.0092333, -71.5069194.